# Gametogamija
Gametogamija je tip spolnega razmnoževanja, pri katerem se zlijeta dve raznospolni enocelični gameti (spolni celici) in nato pride do združitve njunih jeder ter pripadajočih znotrajceličnih struktur, nakar nastane tako jedro zigote (spojka) kot tudi druge celične strukture.

## Tipi gametogamije
Poznamo več različnih tipov gametogamije, pri čemer se ti razlikujejo glede morfologije, zgradbe in drugih lastnosti združujočih se gamet. Med bolj poznane načine gametogamije spadajo:
- A) anizogamija gibljivih gamet, B) oogamija, C) anizogamija negibljivih gametIzogamija ali homogamija[4] (antična grščina ισο, iso = "enak" + γάμος, gámos = "zakon") je tip spolnega razmnoževanja, pri katerem se zlivata gameti s podobnimi morfološkimi lastnostmi (predvsem obliko in velikostjo). Običajno se razlike med združujočima gametama pojavljajo pri dednini vsake spolne celice in izražanju genov na določenih področjih, povezanih z razmnoževanjem. Gameti, ki se zlivata pri izogamiji, sta na pogled enaki in posledično ni mogoče ene spolne celice opredeliti kot moško drugo pa kot žensko. Ponekod organizmom, pri katerih se pojavlja izogamija in s tem povezane izogamete, namesto spola pripisujejo oznaki "+" in "-". Tako imenovanih paritvenih tipov je lahko tudi več, velja pa, da različna paritvena tipa ob združitvi tvorita zigoto.[4][5]
- Anizogamija[3] ali heterogamija (antična grščina ἕτερος, heteros =  "drug" + γάμος, gámos = "zakon") je tip spolnega razmnoževanja, pri katerem se zlivata različno veliki moška in ženska gameta, ki nastajata v osebkih dveh različnih bioloških spolov.[3][5][6] Za anizogamijo je značilna raznoličnost (dimorfizem) spolnih celic.[6]
- Oogamija (antična grščina ᾠόν, ōión =  "jajce" + γάμος, gámos = "zakon") je tip spolnega razmnoževanja, pri katerem se združita majhna in običkana moška spermalna celica in velika ter nepremična ženska jajčna celica. Gre za podtip anizogamije (heterogamije), saj sta združujoči se celici še vedno različni, precej drugačna pa je tudi njuna mobilnost (spermij je običkan in tako gibljiv, jajčna celica pa nemobilna).[7][8] Oogamija se pojavlja pri vseh živalih, značilna je tudi za nekatere rastline.[9]
- Apogamija (antična grščina αρο, apo  = "brez, iz" +  γάμος, gámos = "zakon"), ki se pojavlja pri nekaterih rastlinah, je tip apomikse (nastajanja zarodka brez oploditve), pri katerem embrio izvira iz haploidnih sinergid ali antipod (spremljevalnih celic jajčne celice, ki se nahajajo v embrionalni vrečki[3]).[10] Gre za nespolno razmnoževanje,[10] saj za nastanek zarodka ni potrebna oploditev.[11] Pojavlja se tudi diploidna verzija (denimo pri jagodnjakih), ki je sicer redkejša, in pri kateri embrio nastane iz sinergid ali antipod, ki so diploidne (imajo 2n kromosomov). Med rastline, za katere je značilno pojavljanje apogamije, spadajo denimo čebula, lan, koruza in plahtica (Alchemilla). Pri slednji se pojavlja posebnost, saj se poleg embria, ki nastane kot posledica poteka apogamije, tvori še en embrio, ki pa je posledica razvoja oplojene jajčne celice.[10]

## Gametangiogamija
Pri nekaterih organizmih, kot so denimo glive zaprtotrosnice (Ascomycota) in prostotrosnice (Basidiomycota), ne pride do združitve gamet, ampak se zlivajo kar gametangiji, v katerih sicer normalno nastajajo gamete – pojavu pravimo gametangiogamija. Hkrati je za tovrstne glive značilno tudi, da so njihove hife dlje časa v dikariontskem (dvojedrnem) stadiju, saj plazmogamiji (zlitju citoplazem) kariogamija (zlitje jeder) ne sledi takoj.